# Петровка (Тюкалинский район)
Петровка — деревня в Тюкалинском районе Омской области. Входит в состав Красноусовского сельского поселения.

## История
Основана в 1894 г. В 1928 году состояла из 39 хозяйств, основное население — русские. В составе Верх-Тюкальского сельсовета Тюкалинского района Омского округа Сибирского края.

## Население
| 1926 | 2010 |
| ---- | ---- |
| 211  | ↘22  |